# يحيى ولد أحمد الواقف
يحيى ولد أحمد الوقف (مواليد 30 يونيو 1960 في المجرية بولاية تكانت) هو سياسي موريتاني بارز يشغل منصب الوزير الأمين العام لرئاسة الجمهورية بتكليف من الرئيس محمد ولد الغزواني، وكان قد تولى منصب الوزير الأول الموريتاني في عهد أول رئيس مدني موريتاني منتخب سيدي محمد ولد الشيخ عبد الله، قبل أن يخلعه في 14 أغسطس 2008 المجلس العسكري الموريتاني الذي قاد الانقلاب العسكري أغسطس 2008، ويضع بدلا منه مولاي ولد محمد الأغظف.
تولى رئاسة الوزراء في السادس مايو/أيار 2008 خلفا لـ الزين ولد زيدان ليقدم استقالته بعد شهرين ويكلف من جديد بتشكيل حكومة جديدة لم تعش سوى شهر واحد حيث انقلب الجيش على الرئيس وحكومته..